# Dreiheide
Dreiheide är en kommun i Landkreis Nordsachsen i förbundslandet Sachsen i Tyskland. Kommunen har cirka 2 100 invånare.
Kommunen ingår i förvaltningsområdet Torgau tillsammans med staden Torgau.